# August Edlbacher starší
August Edlbacher, též August Edelbacher (1804 – 22. srpna 1862 Scharnstein), byl rakouský politik německé národnosti z Horních Rakous, v 60. letech 19. století poslanec Říšské rady.

## Biografie
Žil v Sierningu, později se přestěhoval do Lince. V době svého působení v parlamentu se uvádí jako August Edlbacher, rada zemského soudu v Linci.
Počátkem 60. let se zapojil i do vysoké politiky. V zemských volbách v roce 1861 byl zvolen na Hornorakouský zemský sněm za kurii venkovských obcí, obvod Kirchdorf. Patřil mezi německé liberální politiky (tzv. Ústavní strana, liberálně a centralisticky orientovaná). Poslancem byl do své smrti roku 1862.
Působil také coby poslanec Říšské rady (celostátního parlamentu Rakouského císařství), kam ho delegoval Hornorakouský zemský sněm roku 1861 (Říšská rada tehdy ještě byla volena nepřímo, coby sbor delegátů zemských sněmů). Poslancem byl do své smrti roku 1862.
Zemřel v srpnu 1862 po dlouhé nemoci. Jeho synem byl politik August Edlbacher. I další syn Max Edlbacher působil jako politik. Syn Ludwig Edlbacher byl pedagogem.